# Philonthus caerulescens
Philonthus caerulescens är en skalbaggsart som först beskrevs av Lacordaire 1835.  Philonthus caerulescens ingår i släktet Philonthus, och familjen kortvingar. Arten har ej påträffats i Sverige.